# Àngels Masià de Ros
Àngels Masià de Ros (Figueres, Alt Empordà, 24 d'agost de 1907 - el Masnou, Maresme, 1 de març de 1998) fou una historiadora medievalista i professora d'educació secundària catalana.

## Biografia
Es llicencià en Filosofia i Lletres a Barcelona (1927) i es doctorà en Història a Madrid (1931) amb l'estudi Gerona en la guerra civil en tiempo de Juan II (1943). S'especialitzà en la corona catalanoaragonesa a la baixa edat mitjana, tema sobre el qual publicà articles a les publicacions Hispania, Annals de l'Institut d'Estudis Gironins, Anuario de Historia del Derecho Español, Boletín de la Real Academia de Buenas Letras i Analecta Sacra Tarraconensia. També publicà diversos llibres de divulgació històtica.
Treballà de professora d'institut, tasca que combinà amb la recerca històrica. El seu primer destí fou l'institut de Vilafranca del Penedès (1933).

## Obra
- Gerona en la guerra civil en tiempo de Juan II (1943)
- La Corona de Aragón y los estados del Norte de África. Política de Jaime II y Alfonso IV en Egipto, Igriquía y Tremecén (1951)
- Jaume el Dissortat, darrer comte d'Urgell (1956), en col·laboració amb Francesca Vendrell i Gallostra.
- Jaume II: Aragó, Granada i Marroc: aportació documental (1989)
- Relación castellano aragonesa desde Jaime II a Pedro el Ceremonioso (1994)
- El dissortat comte d'Urgell (1997)